# Escape from Tomorrow
Escape from Tomorrow és una pel·lícula de terror independent estatunidenca de 2013 escrita i dirigida per Randy Moore en el seu debut com a director. Compte la història d'un pare desocupat que té experiències cada vegada més estranyes i visions inquietants en l'últim dia d'unes vacances familiars en Walt Disney World Resort. Es va estrenar al gener al Festival de Cinema de Sundance de 2013 i després va ser una selecció personal de Roger Ebert, que es va mostrar en el seu 15è festival anual de cinema en Champaign, Illinois. La pel·lícula va ser una selecció oficial de 2012 del Festival de Cinema PollyGrind, però en aquest moment els cineastes encara estaven treballant en alguns assumptes legals i van demanar que no es projectés.
La pel·lícula va cridar l'atenció perquè Moore havia filmat la major part en exteriors de Walt Disney World i Disneyland sense el permís de The Walt Disney Company, propietari i operador d'ambdós parcs. A causa de la reputació de Disney de protegir la seva propietat intel·lectual, l'elenc i l'equip van utilitzar tècniques cinematogràfiques de guerrilla per a evitar cridar l'atenció, com mantenir els seus guions en els seus telèfons i filmar amb càmeres de vídeo portàtils similars a les que usen els visitants del parc. Després que la fotografia principal estava completa, Moore estava tan decidit a mantenir el projecte en secret de Disney que el va editar a Corea del Sud. Sundance també es va negar a discutir la pel·lícula detalladament abans que es mostrés. La hi ha anomenat "l'última pel·lícula de guerrilla". En comptes de suprimir la pel·lícula com Moore va afirmar que succeiria, Disney va optar per ignorar-la.
S'ha comparat amb el treball de Roman Polanski i David Lynch. Encara que molts dels que la van veure al Festival de Cinema de Sundance van expressar forts dubtes que la pel·lícula es mostraria a un públic més ampli a causa dels problemes legals involucrats i la representació negativa dels parcs, The Walt Disney Company no va impedir que la pel·lícula fos llançada. En el moment de la seva estrena, Disney va afirmar que estava "al corrent" de la pel·lícula; des de llavors, el suplement en línia de Disney A to Z: The Official Encyclopedia ha inclòs una entrada per a la pel·lícula.
Es va estrenar simultàniament en cinemes i vídeo a comanda l'11 d'octubre de 2013 a través de Producers Distribution Agency, una companyia de Cinetic Media.Ha rebut crítiques mixtes a negatives, elogiant les seves imatges i la seva ambiciosa producció, però criticant la seva execució.

## Argument
En l'últim dia de les vacances de la seva família a Walt Disney World Resort, el treballador de coll blau Jim White és acomiadat per una raó desconeguda, durant una trucada telefònica amb el seu cap al Contemporary Resort Hotel. No volent arruïnar les vacances de la seva família, Jim decideix guardar-s'ho per a si mateix. La família surt de la seva habitació d'hotel i pren el monorraíl fins al parc al costat de dues adolescents franceses, Isabelle i Sophie, qui desperten l'interès de Jim sense que la seva esposa Emily i els seus dos fills, Elliot i Sara, ho sàpiguen.
Durant els passejos, Jim té una sèrie d'al·lucinacions estranyes i inquietants, com les cares dels personatges animatrònics que es deformen i adquireixen aparences malvades, i la seva família abusa verbalment d'ell.
Després d'una discussió amb la seva esposa, Jim porta als seus fills a diverses atraccions del parc Disney, mentre persegueix a Sophie i Isabelle. Més tard, coneix a una dona misteriosa, que usa un collaret seu per hipnotitzar-lo, fent-lo perdre el coneixement i despertar-se tenint sexe amb ella. Després l'informa que les princeses disfressades i saludables dels parcs són en realitat part d'una xarxa secreta de prostitució que atén rics empresaris asiàtics i que les cuixes de gall dindi que es venen al parc són en realitat carn d'emú.
Emily s'adona dels intents de Jim de conèixer a Isabelle i Sophie, la qual cosa provoca tensió entre ells, fins i tot quan van amb els nens a Epcot. Després que Emily i Elliot tornen a l'hotel després d'una discussió amb Jim que va resultar que ella bufetegés a Sara, Sophie s'acosta i convida a Jim a anar amb ella i Isabelle. Quan Jim es nega, Sophie li escup en la cara i marxa. Jim s'adona que Sara ha desaparegut i la cerca frenèticament, fins que els guàrdies del parc usen una pistola taser per deixar-lo inconscient.
Jim es desperta en un centre de detenció secret sota Spaceship Earth d'Epcot, on veu imatges d'una dona nua que va imaginar passejant en Soarin' i pantalles de vídeo que mostren esdeveniments que van succeir abans. Un científic analitza els vols de fantasia i imaginació de Jim, revelant que ell és part d'un experiment de Siemens Corporation des que va anar per primera vegada al parc temàtic quan era nen amb el seu pare. El seu cap està involucrat en la conspiració i el seu acomiadament va ser part del pla juntament amb el tancament del viatge de Buzz Lightyear, just quan ell i Elliot s'acostaven a l'àrea d'embarcament. El científic també li diu a Jim que els havia lliurat a Elliot, com ho havia fet el pare de Jim quan era nen.
Després de danyar el panell d'instruments amb ungüent mèdic i decapitar al científic, que resulta ser un androide, Jim escapa del laboratori a través d'una claveguera. Després descobreix que Sara ha estat capturada per la misteriosa dona, que ara vesteix una disfressa de Blancaneu. Ella procedeix a explicar-los sobre el seu passat com a princesa disfressada, que va acabar després d'aixafar a una nena mentre l'abraçava. Ella hipnotitza a Jim amb el collaret novament, però Sara li ho lleva i el trenca, alliberant a Jim del seu encanteri i permetent-los escapar a ella i a Jim.
Després de tornar a la seva habitació d'hotel i ficar al llit a Sara, Jim comença a sofrir problemes digestius i vomita una gran quantitat de sang i boles de pèl, que reconeix com a símptomes de la grip felina; provocada per Sophie escopint-li en la cara abans, sense saber-ho, infectant-ho. Elliot, despertat pels sorolls en el bany, entra i troba a Jim a la vora de la mort. Li prega feblement a Elliot que l'ajudi, però li tanca la porta.
L'endemà, Emily angoixada troba el cadàver de Jim, que ara té ulls de gat i una cara somrient. El personal de neteja arriba per a eliminar totes les proves, i un d'ells plena el cap de Elliot amb records falsos de muntar en l'atracció Buzz Lightyear. Quan s'emporten el cos de Jim, una nova família arriba a l'hotel, que consta d'una altra versió de Jim, la dona de l'atracció Soarin' i la seva filla.

## Repartiment
- Roy Abramsohn com Jim White
- Elena Schuber com Emily White
- Katelynn Rodríguez com Sara White
- Jack Dalton com Elliot White
- Danielle Safady com Sophie
- Annet Mahendru com Isabelle
- Alison Llegeixes-Taylor com l'altra dona
- Lee Armstrong com l'home en escúter
- Amy Lucas com la infermera
- Zan Naar com la dona de fantasia / nova esposa
- Stass Klassen com el científic
- Trevor McCune com Valet

## Antecedents
Randy Moore, nadiu de Lake Bluff, Illinois, visitava amb freqüència al seu pare en Orlando després del divorci dels seus pares. Els dos sovint passaven temps junts en Walt Disney World, prop d'allí. "Era un lloc físic especial, i es va convertir en un espai emocional", li va dir a Filmmaker. Va agregar: "Òbviament, tinc molts problemes amb el pare que no puc separar d'aquest lloc". Més tard, la seva relació es va deteriorar.
Va decidir seguir una carrera al cinema. Després d'assistir a altres dues escoles de cinema, es va graduar de la Universitat Full Sail en una altra ciutat de Florida Central, Winter Park, com el millor alumne de la classe . Es va mudar al sud de Califòrnia i va començar a treballar com editor d'històries, principalment fent reescriptures sense acreditar.
A Hollywood, es va casar i va formar una família. Igual que el seu propi pare, amb freqüència portava als seus propis fills a Disneyland. "No va ser fins al nostre primer viatge familiar junts que aquest paisatge emocional molt visceral del meu passat, que ja gairebé havia oblidat, em va colpejar de nou com [una] bala". En el primer viatge de la família a Walt Disney World, les emocions es van fer més fortes. "Era com si ell fos allí com un fantasma. Anàvem s les mateixes atraccions que jo solia pujar amb ell, però ara ja no ens parlem".
La seva esposa, originària de l'antiga Unió Soviètica que no tenia records ni expectatives com les seves, va veure les coses amb ulls nous. Moore va dir: "Ella és infermera i es mou entre els pisos dels hospitals. En un moment es va tornar cap a mi en una fira de princeses o una cosa així i em va dir: 'Això és pitjor que treballar en la [sala] de psiquiatria a l'hospital'".
Va llegir la biografia de Walt Disney escrita per Neal Gabler i va portar als nens a Disneylandia amb més freqüència. "Em vaig obsessionar amb trobar una connexió", va recordar més tard. Va escriure el guió de Escape from Tomorrow en un mes juntament amb altres dos. Una herència dels seus avis va proporcionar la major part del pressupost de la pel·lícula, que va calcular en al voltant de $650 000, el triple del que havia planejat originalment.

## Producció
| «             | Per a mi això és el futur. Càmeres a la teva mà. Càmeres a les teves ulleres. Qualsevol pot disparar en qualsevol moment. I crec que explotarà. | » |
| — Randy Moore | |   |

"No hi havia un altre lloc per a fer-lo", diu Moore sobre la seva decisió d'usar Disney World com a escenari i filmar als parcs. Disney, que té reputació de protegir agressivament la seva propietat intel·lectual, ha estat tolerant amb els visitants que pugen vídeos de les seves visites a YouTube i altres llocs, ja que la majoria d'aquests vídeos creats pels usuaris projecten una imatge positiva dels parcs. Però Moore no esperava obtenir el permís de Disney per a filmar allí a causa de la seva representació negativa i surrealista del parc.
Moore va utilitzar tècniques cinematogràfiques de guerrilla, que a vegades requereixen l'ús de locaciones sense obtenir permís. Escape from Tomorrow no és la primera pel·lícula realitzada totalment o parcialment d'aquesta manera als parcs de Disney. En 2010, l'artista de carrer britànic Banksy va rodar una escena per a Exit Through the Gift Shop en un dels parcs amb el seu col·laborador Mr. Brainwash. Se les van arreglar per a treure de contraban les imatges després de ser detinguts i interrogats per la seguretat del parc. A l'any següent, un curt viral de metratge apropiat, Missing in the Mansion, filmat a Haunted Mansion, es va distribuir en línia sense interferència de Disney.
Va caldre una extensa preproducció. La naturalesa única del rodatge de la pel·lícula va dictar passos que normalment no es prenen en la realització de pel·lícules, com traçar la posició del sol amb setmanes d'anticipació, ja que no podien usar equip d'il·luminació. Les escenes es van assajar i van bloquejar en habitacions d'hotel, en lloc d'en les ubicacions reals. "Hem d'haver recorregut tota la pel·lícula almenys vuit o nou vegades durant múltiples viatges d'exploració abans de rodar la càmera", diu Moore.
Abans de la fotografia principal, l'elenc i l'equip van comprar passis de temporada per als resorts de Disneyland i Walt Disney World. Van passar deu dies a Florida i després van tornar a Califòrnia per passar dues setmanes a Disneyland, la qual cosa va fer que els parcs representats en la pel·lícula fossin una combinació de tots dos centres turístics. Els actors i l'equip van entrar als parcs en petits grups per evitar cridar l'atenció. "En un moment, fins i tot vaig fer que el departament de càmera s'afaités el borrissol facial i es vestís amb roba de turista, la qual cosa gairebé va provocar un motí", diu Moore. A pesar que els actors van usar la mateixa roba durant dies, Moore li va dir a Los Angeles Times que el personal del parc mai va semblar notar-los, excepte per un dia prop del final de la filmació quan la seguretat de Disneyland va pensar que eren paparazzi assetjant a una família de celebritats.
La pel·lícula es va filmar amb el mode de vídeo de dues càmeres rèflex digitals de lent única Canon EOS 5D Mark II i una Canon EOS 1D Mark IV, la qual cosa va ajudar els cineastes a semblar-se més als típics visitants del parc. Per a compensar la seva incapacitat per controlar la il·luminació, la pel·lícula es va rodar en mode monocromàtic. "[Estàvem filmant amb lents molt ràpids i oberts de bat a bat, per la qual cosa nostra profunditat de camp era molt prima. El blanc i negre ens va ajudar enormement amb l'enfocament i la composició, ja que estàvem fent gairebé tot en la càmera i no usem un extractor d'enfocament”, va recordar Moore. Va ser una elecció irreversible. "[P]erquè la 5D no dispara en RAW, personalitzem la configuració en el seu mode monocromàtic i no podíem tornar al color, fins i tot si haguéssim volgut". Moore es va sentir còmode amb el resultat degut a la qualitat surrealista i onírica que va crear, la qual cosa va obligar els espectadors a veure els parcs de Disney d'una nova manera.
Els actors i l'equip van usar els seus telèfons per a comunicar-se i emmagatzemar informació, com el guió; d'aquesta manera, semblaven convidats usant els seus telèfons casualment. Els telèfons també es van usar per a gravar so, a més de gravadores digitals pegades al cos de cada actor que es deixaven funcionant tot el dia. Per a les escenes diürnes, Moore es va sentir còmode arriscant només tres o quatre preses de cada escena, però va descobrir que podia fer més a la nit.

Les escenes involucraven muntar en vuit atraccions recognoscibles als parcs. Un requeria esperar en una llarga fila per al viatge de Buzz Lightyear a Disneyland, i els actors van muntar It's a Small World almenys 12 vegades per a aconseguir l'escena correcta. "Em va sorprendre que els operadors de les atraccions no fossin una mica més intel·ligents", va dir Moore a The New York Times. Per una escena en la qual dos personatges passen al People Mover, Moore va fer que els actors el muntessin durant hores mentre ell calculava el temps.
Després de la filmació en exteriors, la producció va tornar als estudis de so per a interiors. Algunes escenes es van filmar contra un fons de pantalla verda per a substituir imatges de la segona unitat d'altres ubicacions, la qual cosa va permetre l'ús de preses de grua. Una vegada acabada la fotografia, Moore va portar la pel·lícula a Corea del Sud per a editar-la i evitar que Disney s'assabentés; també es va negar a dir-li a la majoria dels seus amics pròxims el que estava fent. Els efectes visuals van ser realitzats per la mateixa companyia que els havia realitzat per a la pel·lícula de monstres de Corea del Sud de 2006, The Host.
Les tasques de postproducció van ser tan desafiadores com la producció mateixa. Els editors de so van haver d'escoltar totes les pistes sense talls de les gravadores enganxades als cossos dels actors per trobar el diàleg. El contingut propietat de Disney, com la lletra de "It's a Small World" i les imatges de Soarin', es van eliminar de la pel·lícula per a evitar la infracció de drets d'autor. El compositor Abel Korzeniowski va contribuir amb una partitura lleugera i airejada similar a les utilitzades en l'Edat d'Or de Hollywood.

## Sundance
Moore va enviar la pel·lícula al Festival de Cinema de Sundance, on moltes pel·lícules independents busquen distribuïdors. Tenia poques esperances que fos acceptat a causa dels patrocinadors corporatius del festival. Però Trevor Groth, el nou director de programació del festival, va quedar "impressionat" per Escape from Tomorrow i la va acceptar per a la categoria no competitiva "Next" del festival, per a pel·lícules que transcendeixen les limitacions dels baixos pressupostos comuns a la majoria de les pel·lícules independents.
Quan va començar el festival de 2013 a Park City, Utah, el secret sobre la pel·lícula va continuar. El lloc web del festival només va identificar l'escenari com un parc temàtic. Nan Chalat-Noaker, crític de Park Rècord, recorda que el festival i fins i tot el publicista de la pel·lícula no estaven disposats a compartir més detalls sobre la pel·lícula, però van instar els crítics a veure-la. En el seu ressenya, es va negar a identificar l'escenari de la pel·lícula pel seu nom, encara que va donar pistes generals, per temor a alertar als advocats de Disney. L'estrena, en la primera nit del festival, no va comptar amb l'assistència completa; quan es va córrer la veu entre els assistents, tots els altres espectacles es van esgotar efectivament.

## Recepció
En el lloc web d'agregació de ressenyes Rotten Tomatoes, la pel·lícula té un índex d'aprovació del 56% segons 87 ressenyes, amb una qualificació mitjana de 6/10. El consens crític del lloc diu: "Conceptualment audaç però només intermitentment reeixit en l'execució, Escape From Tomorrow és, no obstant això, visualment inventiu i obscurament surrealista". A Metacritic, la pel·lícula té una puntuació de 58 sobre 100, basada en 27 crítics, la qual cosa indica "crítiques mixtes o mitjanes".
Abans que acabés el cap de setmana del Dia de Martin Luther King, els assistents al festival estaven discutint àmpliament sobre Escape from Tomorrow . The New York Times i Los Angeles Times van publicar articles sobre la pel·lícula i Moore. Gran part de l'atenció es va centrar en l'audàcia de la realització cinematogràfica. Movies.com va informar que la gent ja la considerava "l'última pel·lícula de guerrilla". En la nit de l'estrena, Drew McWeeny va escriure: 
| « | No és possible que aquesta pel·lícula existeixi. No és possible que filmessin llargues seqüències amb guió en les atraccions reals. No és possible que acabo de veure una pel·lícula en la qual se suggereix i després es mostra que les diverses princeses de Disney treballen com a prostitutes d'alt preu que venen els seus productes a rics empresaris asiàtics. Simplement no pot ser veritat. Vaig créixer a Florida i he estat anant a Walt Disney World tota la meva vida. Vaig treballar en aquest parc. He estat allí de nen, d'adolescent, d'empleat i de pare. He fet Disney assegut sobre les espatlles del meu pare i he fet els parcs de Disney amb els meus fills asseguts sobre les meves espatlles. És una gran part del meu ADN, i puc dir-los que no hi ha forma que Randy Moore hagi aconseguit el que vaig veure aquesta nit. És una pel·lícula que no hauria d'existir segons cap definició racional. I no obstant això... no sols existeix, sinó que és fascinant. | » |

 Va admetre que era "indisciplinat a vegades, toix en les vores en alguns llocs, tècnicament irregular, i no hi ha cap sentit de ritme en absolut. Així i tot", va concloure, "hi ha una espècie d'encant ingenu que fa impossible apartar la mirada".
Altres crítics van coincidir que la pel·lícula tenia mèrit artístic. "Veure la història de cinema negre de Moore és com estar súper pegat al teu seient mentre et punxen en l'ull", va escriure Chalat-Noaker. "És alhora fascinant i repel·lent". Stephen Zeitchik de Los Angeles Times la va dir "una de les pel·lícules més estranyes i provocatives que aquest reporter ha vist en els vuit anys que van assistir al Festival de Cinema de Sundance". A Indiewire, Eric Kohn va escriure que "Moore retrata a Disney World com l'últim espectacle de terror, i transmet el missatge en gairebé totes les escenes".
Si bé van admetre que l'audaç producció de la pel·lícula va fer que valgués la pena veure-la, altres crítics van trobar errades. "No és una gran pel·lícula. La història té algunes bones idees, però l'execució és desigual", va escriure Peter Sciretta a /Film, mentre la recomanava com "diferent de tot el que has vist abans [o veuràs] de nou". De la mateixa manera, William Bibbiani de CraveOnline "no me l'hauria perdut per res del món", però va assenyalar que la pel·lícula sovint mancava de "cohesió i claredat".
Kyle Smith del New York Post, va tenir l'avaluació més negativa i la va qualificar com "més divertit de discutir que d'asseure's". Si bé va trobar l'aspecte cinematogràfic de guerrilla "intrigant", tot el que va significar per a ell va ser "un parell de moments divertits surrealistes" que podrien haver tingut lloc en qualsevol parc de diversions prou gran: "Fins i tot els hipsters que odien Disney es veuran decebuts; la pel·lícula és una pura obra de teatre que és més o menys impossible d'estrenar tret que els amos dels cinemes comencin a vendre herba juntament amb les crispetes".
A. O. Scott de The New York Times i Michael O'Sullivan de The Washington Post també van donar una crítica negativa d'aquesta pel·lícula. "Res d'això és tan aterridor o divertit com hauria de ser", va escriure el primer, "i el que comença com un polze astut a l'ull del poder corporatiu acaba com un homenatge confús i amateur a David Lynch".
La pel·lícula es va estrenar l'11 d'octubre de 2013 i es va estrenar en 30 cinemes als Estats Units, i finalment va reportar una recaptació total de taquilla de $ 171,962.

## Qüestions legals
Molts periodistes que van veure la pel·lícula a Sundance van especular que era probable que Disney prengués mesures legals per evitar que la pel·lícula s'exhibís fora del festival, o tal vegada fins i tot durant aquest. "Els advocats de Disney probablement estan pujant a helicòpters i planejant una batuda a Park City en aquest moment", va escriure McWeeny. Els crítics van instar altres presents a veure-la abans que fos massa tarda, i van comentar que era qüestionable si els que no eren presents a festival alguna vegada tindrien l'oportunitat de veure-la.
Tanmateix, altres van assenyalar que si Disney havia intentat bloquejar el llançament de la pel·lícula, no era clar per quins motius legals podria fer-ho. Moore es va cuidar d'evitar la infracció directa dels drets d'autor de les cançons o pel·lícules que es reprodueixen com a part de les atraccions, i la llei de propietat intel·lectual és menys clara en els altres aspectes de la pel·lícula. L'escriptor de ciència-ficció Cory Doctorow, qui va distribuir la seva primera novel·la, Down and Out in the Magic Kingdom, ambientada en un Disney World del segle XXII sota una llicència Creative Commons, creu que, com a màxim, hi ha "un possible reclam de marca registrada, i suposo que Disney podria entaular una demanda per violar els termes d'ús del parc, però aquests són casos molt més difícils de fer que els drets d'autor".
El professor de la Facultat de Dret de Columbia, Tim Wu, no creia que Disney tingués cap reclam de propietat intel·lectual defensable. “Encara que els cineastes poden haver comès una infracció quan van trencar les regles de Disney World i si van violar els termes d'entrada en els seus bitllets, la pel·lícula en si és un assumpte diferent”, va escriure al blog de The New Yorker. "Com a comentari sobre els ideals socials de Disney World, sembla caure clarament dins d'una categoria ben reconeguda de fair use i, per tant, probablement no serà detingut per un tribunal que jutgi les lleis de drets d'autor o marques registrades".
Malgrat l'ús repetit en la pel·lícula dels personatges i la iconografia de Disney, va explicar Wu, la llei de marques registrades no era suficient. "Disney no té algun tipus de dret general de propietat intel·lectual a Disney World". Per presentar un cas d'infracció de marca registrada contra Moore, va continuar, Disney hauria de convèncer a un tribunal que l'ús de les seves imatges protegides en la pel·lícula podria portar raonablement als espectadors a creure que va tenir un paper en la producció de la pel·lícula, i ell no ho va fer. "L'escena en la qual una princesa de Disney intenta aixafar a un nen sembla eliminar aquesta possibilitat".
Quant als drets d'autor, Wu va veure l'ús de Moore dels parcs de Disney com transformador: 
| « | L'ús de Disney World no és un simple aparador; ell el transforma en una cosa espantosa i inquietant: un lloc on, per exemple, als convidats a vegades se'ls aplica una taser i se'ls purga la imaginació... Podria ser una violació si Moore hagués fet una pel·lícula dissenyada per a espectadors que volien veure Disney World però no els feia mandra anar a Florida. Escape from Tomorrow, tanmateix, clarament no reemplaça la compra d'un bitllet. | » |

Com a tal, va veure que la pel·lícula oferia comentaris artístics sobre l'impacte cultural de Disney i, per tant, clarament entrava en el fairy use. Wu ho va comparar amb un cas de la dècada de 1990 presentat per Mattel contra l'artista Thomas Forsythe, després que va vendre algunes de les seves fotografies que mostraven a una altra icona estatunidenca, Barbie, sent devorada per electrodomèstics antics com una manera de cridar l'atenció sobre el paper de la nina de joguina en la promoció de l'objectivació de dones en la cultura estatunidenca. El tribunal no sols va desestimar la demanda de Mattel, "[el]s jutges estaven tan molestos per les demandes que van atorgar a l'artista honoraris d'advocat de gairebé dos milions de dòlars... Un jutge ha de pensar en la Primera Esmena quan se li demana que prohibeixi obres d'art".
En el seu ressenya de /Film, Sciretta va plantejar una altra qüestió:
| « | Deixant a un costat la propietat intel·lectual i els drets d'autor, en aquesta pel·lícula apareixen moltes persones que mai han signat un comunicat. Les famílies reals i els nens es veuen en el fons de gairebé totes les preses. Cap d'ells va donar permís ni sabia que estaven sent filmats per a un llargmetratge. | » |

A Slate, Aisha Harris va admetre que aquesta era una possibilitat, especialment si els nens van ser filmats sense el consentiment dels seus pares, però va assenyalar que "la llei sobre aquest tema tampoc és blanc o negre".

### Resposta de Disney
Disney no va retornar les crides o els correus electrònics dels reporters per a fer comentaris, ni va prendre cap acció legal durant el festival, encara que va confirmar a CNN que estava "al corrent" de la pel·lícula. Malgrat l'aprensió crítica que la pel·lícula mai es mostraria fora del festival, alguns observadors van veure la situació com més complexa. Si Disney intentés suprimir la pel·lícula per la força, aquest esforç podria servir per a cridar encara més l'atenció sobre ella, un fenomen conegut com efecte Streisand.Fins i tot si Disney aconseguís evitar la distribució oficial, la pel·lícula podria piratejar-se i distribuir-se fàcilment a través d'Internet, Smith va suggerir que Disney evitaria això prenent el camí oposat, simplement ignorant Escape from Tomorrow i deixant que l'atenció es dissipi per si sola.
Michael Ryan, director de The YoungCuts Film Festival, va assenyalar que hi havia un precedent per la pel·lícula en la demanda d'Air Pirates, en la qual Disney va passar vuit anys als tribunals amb alguns dibuixants clandestins que havien publicat una paròdia còmic underground en la qual Mickey Mouse i altres personatges de Disney es van involucrar en sexe explícit i ús de drogues il·legals, entre altres comportaments que van evitar en les pròpies narratives de Disney. Va suggerir que Disney comprés els drets i llancés la pel·lícula, la qual cosa podria fer fàcilment ja que el seu interès anunciat li garantiria un monopsoni en la pel·lícula ja que cap altre distribuïdor voldria igualar les butxaques profundes de Disney o la seva temuda resposta legal. Com a llançament de Escape from Tomorrow, Disney tindria una gran audiència potencial d'entusiastes i antagonistes de Disney, Disney guanyaria diners amb la propietat que ja posseeix en lloc d'una altra persona i l'aparent disposició de la companyia a fer broma llevaria una mica de la sàtira.

Moore va expressar la seva esperança que la pel·lícula pogués mostrar-se i estrenar-se, fins i tot si això significava una batalla legal. 
| « | Depèn de quin tan bo sigui el cas que els advocats puguin fer. Si diuen que tinc una oportunitat, definitivament lluitaré per ella. Vaig treballar molt en això durant tres anys i em va costar molt. Només deixar-ho desaparèixer seria una pèrdua de temps. | » |

Des de l'estrena de la pel·lícula, Disney l'ha reconegut d'una altra manera. El suplement en línia de Disney A to Z: The Official Encyclopedia inclou una entrada per a Escape from Tomorrow , descrivint-la com "una pel·lícula de culte surrealista independent filmada subreptíciament a Walt Disney World i Disneyland".
Segons The Hollywood Reporter, Disney va optar per evitar respondre a la pel·lícula per complet, en lloc d'emprendre accions legals, en un esforç per evitar una major publicitat.

## Premis i nominacions
| Premi              | Categoria                                                                           | Candidat                                 | Resultat  | Ref.   |
| ------------------ | ----------------------------------------------------------------------------------- | ---------------------------------------- | --------- | ------ |
| IMFCA Award        | Compositor de l'Any                                                                 | Abel Korzeniowski                        | Guanyador | [ 33 ] |
| IMFCA Award        | Millor Banda Sonora Original per a una Pel·lícula de Fantasia/Ciència-ficció/Terror | Abel Korzeniowski                        | Nominat   | [ 33 ] |
| IMFCA Award        | Composició Musical de Cinema de l'Any                                               | "The Grand Finale" per Abel Korzeniowski | Nominat   | [ 33 ] |
| Festival de Sitges | Premi Noves Visions. Emergents                                                      | Escape From Tomorrow                     | Guanyador | [ 34 ] |